# Karel Peer
Karel Peer, plemeniti, slovenski teolog, duhovnik in ljubljanski generalni vikar, akademik operoz * 20. oktober 1697, Braslovče, † 7. maj 1776, Ljubljana.

## Življenje
Karel Peer je bil rojen 20. oktobra 1697 v Braslovčah, kjer je rodbina Peer izpričana kot lastnica Dvora Legant  in kjer se v Rakovljah v listinah omenja “Peerov dvor”, ki je izginil. Oče mu je bil Jurij, mati mu je bila Uršula. Ni znano kje je opravil takratne gimnazijske in teološke študije (morda v Ljubljani). Peerova družina je bila leta 1665 povzdignjena v plemiški stan. 
Karel Peer, plemeniti je bil posvečen v mašnika okoli leta 1722, vsaj od leta 1737 župnik in komisar v Gornjem Gradu, kjer so takrat še večinoma prebivali ljubljanski škofje. Kanonik v Ljubljani je postal leta 1741, ko ga je za „canonicus as baculum“ imenoval škof Schrottenbach, leto pozneje pa je postal stolni župnik. Leta 1741 je postal generalni vikar ljubljanskega škofa Attemsa. Leta 1749 je bil sprejet v plemiško družbo sv. Dizma.  Po škofovi smrti leta 1757 in do 1760, ko je nastopil novi škof Leopold Petazzi, je po volji kapitlja vodil škofijo kot kapitularni vikar. V času škofovanja Petazzija in pozneje škofa Karla Herbersteina  je bil do svoje smrti glavni pomočnik škofov kot njihov generalni vikar. Kot generalni vikar je podpisoval cerkvena dovoljenja za natis knjig, potem ko je uradni cenzor izjavil, da v knjigi ni nič proti verskim resnicam (nihil obstat). 
Iz zapuščine po smrti Karla Peera pl. šele razberemo, da je zbral in posedoval ogromno knjig za tisti čas, oziroma da je imel zelo bogato knjižnico, ki jo je proti plačilu prevzel Licej oziroma Semeniška knjižnica, ki se je takrat imenovala Škofijska knjižnica leta 1778. V Peerovi knjižnici je bilo 1022 del v 2019 zvezkih.  V vseh njegovih knjigah je njegov ekslibris. Njegov grb sestavljata med drugim dva plešoča medveda – po tem bi bilo morda sklepati, da ime izvira iz popačene besed beer (medved).  Peer se je ukvarjal tudi z dograjevanjem ljubljanskega semenišča, tako da sta odkriti severna fasada t.i. »Peerova fasada«. 
Vsekakor je bil  Karel Peer plemeniti zelo vpliven v takratnem cerkvenem življenju ljubljanske škofije s svojim raznolikim delovanjem na kulturnem, stavbarskem in bibliotekarskem področju. V Narodni Univerzitetni knjižnici hranijo tudi Peerov portret, ki ga je naslikal švedski slikar Dahlsteen.